# Da Game Is to Be Sold, Not to Be Told
Da Game Is to Be Sold, Not to Be Told je v pořadí třetí album amerického rapera Snoop Dogga. První pod novým labelem No Limit Records. Umístilo se na 1. místě žebříčku The Billboard 200 a získal 2x Platinové ocenění RIAA.

## Seznam skladeb
| #  | Název                     | Host(é)                     | Trvání |
| -- | ------------------------- | --------------------------- | ------ |
| 1  | "Snoop World"             | Master P                    | 5:20   |
| 2  | "I Can't Take The Heat"   | Mia X                       | 4:10   |
| 3  | "Woof!"                   | Mystikal, Fiend             | 4:22   |
| 4  | "Gin & Juice II"          | -                           | 3:36   |
| 5  | "Show Me Love"            | Charlie Wilson              | 3:53   |
| 6  | "Hustle & Ball"           | -                           | 3:26   |
| 7  | "Don't Let Go"            | -                           | 3:47   |
| 8  | "Tru Tank Dogs"           | Mystikal                    | 3:55   |
| 9  | "Whatcha Gon Do?"         | Master P                    | 2:37   |
| 10 | "Still A G Thang"         | -                           | 4:20   |
| 11 | "20 Dollars To My Name"   | Fiend, Soulja Slim          | 4:09   |
| 12 | "D.O.G.'s Get Lonely 2"   | Master P, Silkk The Shocker | 3:15   |
| 13 | "Ain't Nut'in Personal"   | C Murder, Silkk The Shocker | 3:37   |
| 14 | "DP Gangsta"              | C Murder                    | 4:53   |
| 15 | "Game Of Life"            | Steady Mobb'n               | 3:52   |
| 16 | "See Ya When I Get There" | C Murder, Mystikal          | 3:20   |
| 17 | "Pay For P..."            | Big Pimp'n                  | 1:43   |
| 18 | "Picture This"            | -                           | 2:31   |
| 19 | "Doggz Gonna Get Ya"      | Mac                         | 4:59   |
| 20 | "Hoes, Money & Clout"     | -                           | 3:21   |
| 21 | "Get Bout It & Rowdy"     | Master P                    | 4:22   |

## Singly
- Still A G Thang
- Woof!
- I Can't Take The Heat